# دوري السوبر الروسي لكرة السلة
دوري السوبر الروسي لكرة السلة هو دوري كرة سلة للمحترفين في روسيا تأسس في 1992 يلعب فيه 14 فريقاً. يعتبر فريق نادي سسكا موسكو لكرة السلة هو الأكثر تتويجا باللقب.

## أبرز الفرق
- نادي سسكا موسكو لكرة السلة

## وصلات خارجية
- الموقع الإلكتروني